# بییافرانکا د دوئرو
بییافرانکا د دوئرو (به اسپانیایی: Villafranca de Duero) یک شهرستان در اسپانیا است که در استان وایادولید واقع شده‌است.